# Microterys psoraleococci
Microterys psoraleococci är en stekelart som beskrevs av Xu 2002. Microterys psoraleococci ingår i släktet Microterys och familjen sköldlussteklar. Inga underarter finns listade i Catalogue of Life.